# Реджепов, Бердымурад Реджепович
Бердымурад Реджепович Реджепов (туркм. Berdimyrat Rejepowiç Rejepow; 5 февраля 1957, село Гуйнук, Дейнауский район, Чарджоуская область, Туркменская ССР, СССР) — туркменский политик, дипломат. В 2012—2016 гг. являлся Послом Туркменистана в Российской Федерации, Болгарии, Испании и Словении по совместительству. В прошлом Заместитель председателя Кабинета Министров Туркмении, начальник Туркменских железных дорог, председатель корпорации «Туркменнебитгаз». Был в должности хякима Лебапского велаята и Ашхабада.

## Биография
Родился 5 февраля 1957 года в селе Гуйнук Дейнауского района Чарджоуской области Туркменской ССР.
В 1981 году окончил Киевский торгово-экономический институт по специальности экономист.
С 1981 по 1982 годы работал младшим научным сотрудником Туркменского филиала Всесоюзного научно-исследовательского института по изучению спроса населения на товары народного потребления и конъюнктуры торговли Министерства торговли СССР.
В 1983—1989 годы работал в системе Ашхабадского исполнительного комитета народных депутатов в должностях заведующего отделом, заместителя руководителя райисполкома.
С 1989 по 1992 годы — начальник отделов и управлений в системе Министерства торговли и потребкооперации Туркменистана.
В 1992—1996 годы занимал должность первого заместителя министра торговли и ресурсов Туркменистана.
С 1996 по 1997 годы — председатель Государственной товарно-сырьевой биржи Туркменистана.
1997—2000 годы — государственный министр — председатель государственной торговой корпорации «Туркменнебитгаз».
В 2000—2001 годах был хякимом Лебапского велаята.
С 2001 по 2003 годы занимал пост Заместителя Председателя Кабинета Министров Туркменистана, совмещая эту работу с должностями ректора Туркменского государственного института связи и транспорта, хякима города Ашхабада и руководителя управления «Туркменские железные дороги».
С сентября 2003 года по апрель 2012 года — Чрезвычайный и Полномочный Посол Туркменистана в Германии.
С мая 2012 года — Чрезвычайный и Полномочный Посол Туркменистана в Российской Федерации, с августа 2012 года в Болгарии, с июля 2013 года в Испании по совместительству, с марта 2014 года в Словении.

### Личная жизнь
Женат, имеет троих детей.

## Награды
- Орден «Алтын Асыр» III степени (2003 год)[12]
- Знак отличия «Искусный дипломат Туркменистана» (17 февраля 2023 года) — учитывая большие достижения в укреплении государственной независимости и нейтралитета Туркменистана, реализации внешнеполитического курса, развитии политических, культурно-гуманитарных и иных связей страны, защите государственных интересов Туркменистана, подготовке молодых специалистов, добросовестный и образцовый многолетний труд на дипломатической службе, а также по случаю Дня дипломатических работников Туркменистана[13]
- Памятный знак Туркменистана «Magtymguly Pyragynyň 300 ýyllygyna» (10 декабря 2024 года) — учитывая большой личный вклад в изучение в эру Возрождения новой эпохи могущественного государства творческого наследия туркменского поэта-классика Махтумкули Фраги и его популяризацию в мире, в воспитание подрастающего молодого поколения в духе почитания национальных ценностей, традиций и обычаев нашего народа, сформировавшихся на протяжении веков, в воспитание качеств патриотизма, высокой нравственности, трудолюбия, гуманизма, храбрости и мужества, а также по случаю 300-летия со дня рождения Махтумкули Фраги[14]